# Chusquea floribunda
Chusquea floribunda es una gramínea arbustiva perenne, perteneciente a la subfamilia de los bambúes (Bambusoideae). Es endémica del noroeste de la Argentina. 

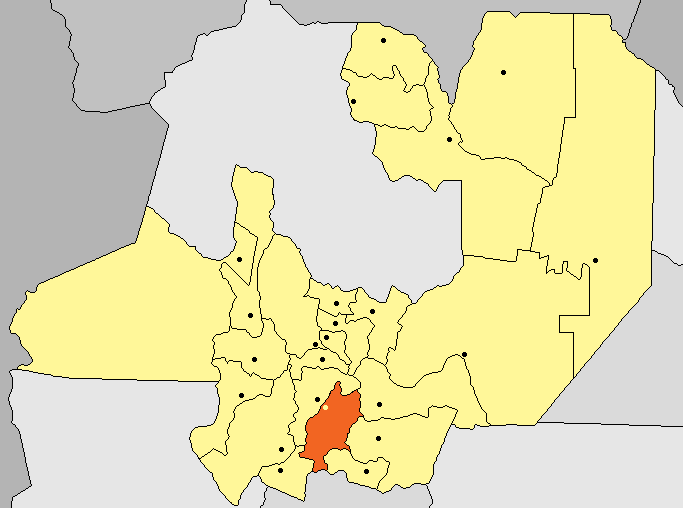
Mapa del departamento Guachipas, en el sector sur de la provincia argentina de Salta, de donde es endémica esta especie.

## Distribución y hábitat
Chusquea floribunda habita en pastizales de altura llamados prados montanos, localizados a niveles altitudinales inmediatamente superiores a los bosques montanos con los que forman ecotonos, en los cordones subandinos orientales, en altitudes comprendidas entre los 2100 a los 2200 m s. n. m., en ambientes templados del piso superior de las yungas que contacta allí con la puna húmeda. Soporta heladas de más de -8 °C.
Es endémica del noroeste de la Argentina, en el departamento Guachipas, en el sector sur de la provincia de Salta.

## Taxonomía
Chusquea floribunda fue descrita originalmente en el año 2013 por las botánicas agrostólogas argentinas Carolina Guerreiro y Zulma E. Rúgolo de Agrasar.
El holotipo es el catalogado como (SI 158827). La localidad del holotipo es: “finca Pampa Grande”, departamento Guachipas, con una altitud de 2116 m s. n. m.. Fue colectado el 5 de diciembre de 2010 por A. Leach, quien se desempeña como administrador de la finca Pampa Grande.
Etimología
El nombre genérico Chusquea viene del idioma muisca chusquy, que según manuscritos coloniales significa "Caña ordinaria de la tierra".